# (4439) Muroto
(4439) Muroto es un asteroide perteneciente al cinturón de asteroides, descubierto el 2 de noviembre de 1984 por Tsutomu Seki desde el Observatorio de Geisei, Geisei, Japón.

## Designación y nombre
Designado provisionalmente como 1984 VA. Fue nombrado Muroto en homenaje a la ciudad costera japonesa Muroto.

## Características orbitales
Muroto está situado a una distancia media del Sol de 3,074 ua, pudiendo alejarse hasta 3,920 ua y acercarse hasta 2,227 ua. Su excentricidad es 0,275 y la inclinación orbital 2,308 grados. Emplea 1968 días en completar una órbita alrededor del Sol.

## Características físicas
La magnitud absoluta de Muroto es 13,2. Tiene 12,184 km de diámetro y su albedo se estima en 0,068.